# Maja Sommerlund
Maja Sommerlund (* 29. Juli 1974 in Odense) ist eine ehemalige dänische Handballspielerin.

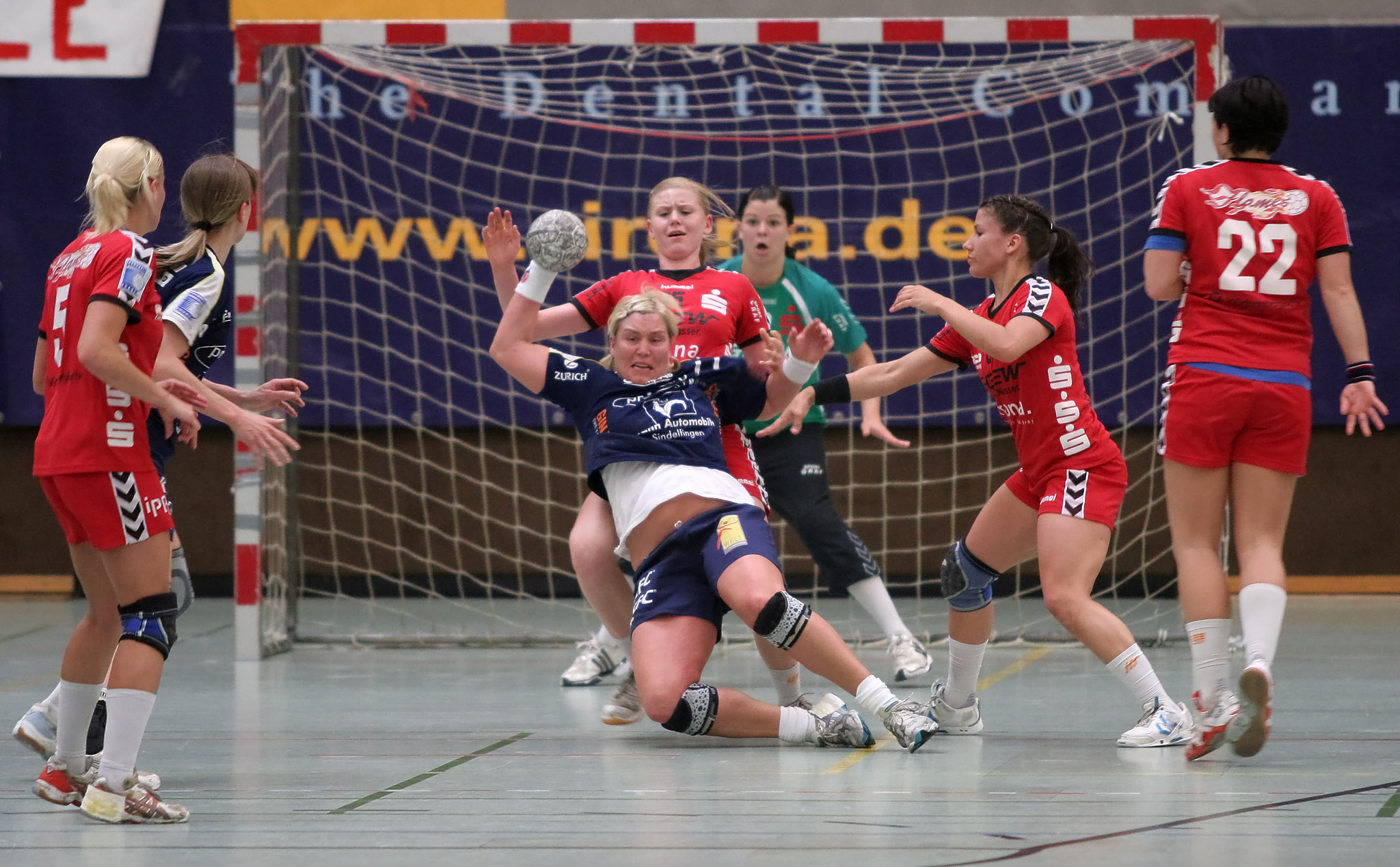
Maja Sommerlund (mit Ball) am Kreis

In ihrer Jugend war Maja Sommerlund nicht nur Handballspielerin, sondern widmete sich auch dem Schwimmsport. Nach dem Beginn ihrer Handballkarriere in Dänemark wechselte Sommerlund 1998 nach Spanien. Nach einer Saison beim Champions-League-Teilnehmer CB Elda Prestigio ging sie zu Ferrobus KU Mislata. In der Saison 2000/01 erreichte sie mit diesem Verein das Viertelfinale. Nach insgesamt vier Jahren in Spanien schloss sich die Kreisläuferin 2002 dem deutschen Handballbundesligisten Frankfurter HC an. Mit diesem Verein holte sie 2003 den DHB-Pokal und 2003/04 die deutsche Meisterschaft. Nach diesen Erfolgen spielte sie von 2005 bis 2007 zwei Jahre beim Thüringer HC.
Da das zweite Jahr in Thüringen für Sommerlund sportlich enttäuschend verlief, schloss sie sich 2007 dem amtierenden deutschen Meister 1. FC Nürnberg an, der nach finanziellen Problemen nur noch über wenige erfahrene Spielerinnen verfügte. In der neuen Saison musste die Kreisläuferin wegen des kleinen Kaders erstmals in ihrer Karriere auch in der Abwehr spielen. Mit Nürnberg gewann sie 2008 die deutsche Meisterschaft. Zum Ende der Saison bekam Sommerlund überraschend bei den finanzschwachen Nürnbergern keinen neuen Vertrag. Sie wechselte daraufhin zum Zweitliga-Aufsteiger VfL Sindelfingen. Mit der Mannschaft wurde sie Meister der Saison 2008/09 und stieg in die Bundesliga auf. Im Sommer 2010 verließ sie Sindelfingen. Ab 2013 spielte sie beim Schweizer Erstligisten ATV/KV Basel. Ab dem Sommer 2014 war sie zusätzlich als Co-Trainerin in Basel tätig. Im Sommer 2015 verließ sie Basel und beendete ihre Karriere.
Maja Sommerlund studiert Sportmarketing und hält Trainerlizenzen für Handball und Schwimmsport.